# Rhaconotus fasciatus
Rhaconotus fasciatus är en stekelart som först beskrevs av William Harris Ashmead 1893.  Rhaconotus fasciatus ingår i släktet Rhaconotus och familjen bracksteklar. Inga underarter finns listade i Catalogue of Life.